# Шаньгіна (Омутинський район)
Шаньгіна́ (рос. Шаньгина) — присілок у складі Омутинського району Тюменської області, Росія.
Населення — 88 осіб (2010, 106 у 2002).
Національний склад станом на 2002 рік:
- росіяни — 81 %